# 3-901-937-01
3-901-937-01, é um composto do iodo sintético de formulação C23H35I2N3O4.